# Andrei Krasilnikau
Andrei Henadsewitsch Krasilnikau (belarussisch Андрэй Генадзевіч Красільнікаў; * 25. April 1989 in Brest) ist ein ehemaliger belarussischer Radrennfahrer.

## Sportlicher Werdegang
Andrei Krasilnikau gewann 2008 bei der Universitäts-Weltmeisterschaft in Nijmegen die Silbermedaille im Einzelzeitfahren hinter dem Niederländer Malaya van Ruitenbeek und er wurde belarussischer Vizemeister im Einzelzeitfahren der U23-Klasse. Bei der Straßenrad-Weltmeisterschaft in Varese startete er gemeinsam mit seinem Landsmann Sjarhej Papok im Einzelzeitfahren der U23-Klasse, wo er den 35. Platz belegte. In der Saison 2009 gewann Krasilnikau die vierte Etappe beim Coupe des Nations Ville Saguenay und wurde belarussischer Vizemeister im Zeitfahren. Außerdem belegte er in der Gesamtwertung des Grand Prix Tell den achten Platz. 
2011 und 2012 fuhr Krasilnikau für das US-amerikanische Chipotle Development Team, ohne jedoch zählbare Erfolge zu erzielen. Nach Auflösung des Teams fuhr er ab 2013 zwei Jahre für den französischen Radsportverein AVC Aix-en-Provence. In dieser Zeit wurde er erstmals Belarussischer Meister im Straßenrennen. Zur Saison 2015 wurde er Mitglied im Minsk Cycling Club, der erstmals als UCI Continental Team lizenziert wurde, und gewann erneut die nationalen Meisterschaften. Zur Saison 2016 wechselte Krasilnikau zum damaligen Holowesko-Citadel Racing Team, für das er bis zur Saison 2018 an den Start ging. Zählbare Erfolge gelangen ihm in dieser Zeit nicht. 
Seit der Saison 2019 wird Krasilnikau nicht mehr in den Ergebnislisten der UCI geführt.

## Erfolge
2009
- eine Etappe Coupe des Nations Ville Saguenay

2013
- Belarussischer Meister – Straßenrennen

2015
- Belarussischer Meister – Straßenrennen